# Anorganická látka

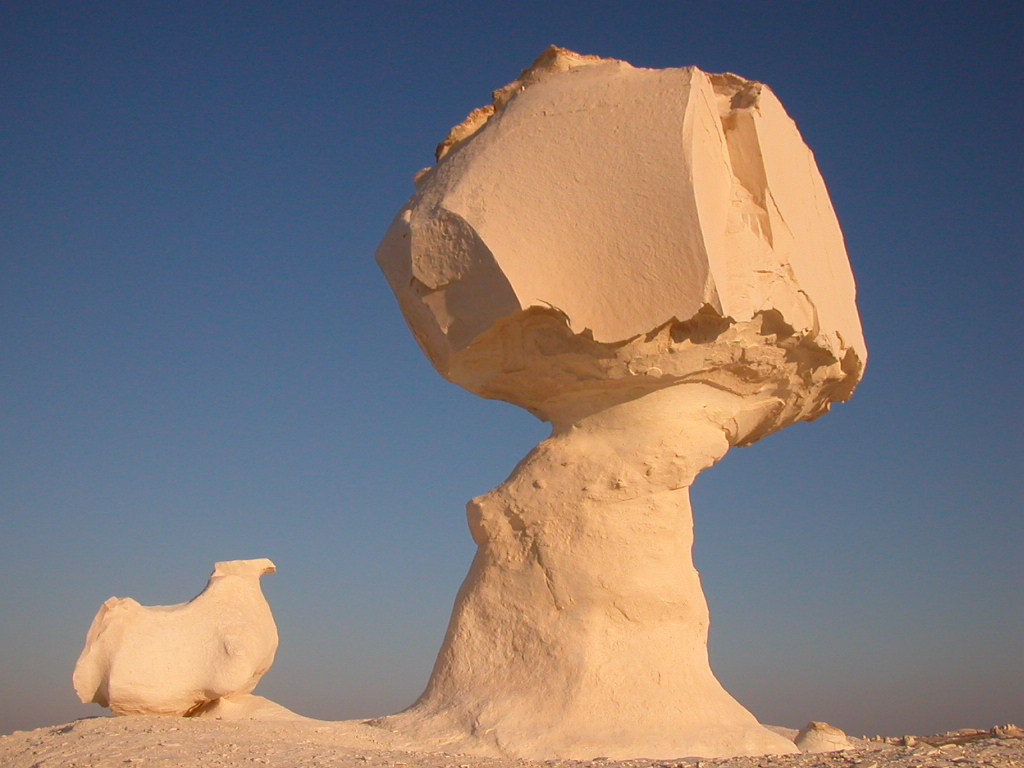
Minerály a horniny jsou typickými anorganickými látkami – zde vápencové formace v Egyptě

Anorganická látka (česky méně často neústrojná látka) je materiál tvořený převážně anorganickými sloučeninami anebo chemickými prvky, který však může obsahovat i příměsi organických sloučenin. Obvykle se jedná o velice různorodou směs, která může mít libovolné složení. Z hlediska struktury může jít jak o látku heterogenní, tak homogenní.
Pokud je tato anorganická látka chemicky čistou látkou, tedy látkou složenou z jednoho druhu molekul nebo atomů, hovoříme pak o anorganické sloučenině nebo chemickém prvku.

## Příklady
Typickými příklady anorganických látek jsou slitiny kovů, minerály a horniny, stavební materiály jako beton a cihly, sklo, porcelán, ornice apod., ale také např. chemicky čistá síra, která je současně chemickým prvkem, nebo chemicky čistý chlorid sodný, který je současně anorganickou sloučeninou.